# Маріо Суарес Мата
Маріо Суарес Мата (ісп. Mario Suárez Mata, нар. 24 лютого 1987, Мадрид, Іспанія) — іспанський футболіст, півзахисник клубу «Райо Вальєкано».
Найбільших результатів досяг з мадридським «Атлетіко», у складі якого став дворазовим володарем Суперкубка УЄФА, переможцем Ліги Європи, а також чемпіоном Іспанії та володарем національного кубка.

## Клубна кар'єра
Вихованець футбольної школи клубу «Атлетіко». Дорослу футбольну кар'єру розпочав 2005 року в основній команді того ж клубу, в якій провів один сезон, взявши участь лише у 4 матчах чемпіонату.
Згодом з 2006 по 2010 рік грав у складі команд клубів «Реал Вальядолід», «Сельта Віго» та «Мальорка».
Своєю грою за останню команду знову привернув увагу представників тренерського штабу клубу «Атлетіко», до складу якого повернувся 2010 року. Цього разу відіграв за мадридський клуб наступні п'ять сезонів своєї ігрової кар'єри. Більшість часу, проведеного у складі «Атлетіко», був основним гравцем команди. Протягом цих років виборов титул переможця Ліги Європи, ставав володарем Суперкубка УЄФА.
До складу клубу «Фіорентіна» приєднався 21 липня 2015 року за 15 мільйонів євро. У чемпіонаті Італії провів 9 матчів і забив 1 гол. Такаж взяв участь у 4 матчах Ліги Європи за «фіалок».
30 січня 2016 року підписав контракт на 4,5 роки з англійським «Вотфордом». Сума трансферу склала 5 млн євро.

## Виступи за збірні
2002 року дебютував у складі юнацької збірної Іспанії (U-16). Пізніше також долучався до ігор збірних U-17 та U-19. Загалом взяв участь у 29 іграх на юнацькому рівні, відзначившись 5 забитими голами.
Протягом 2007–2009 років залучався до складу молодіжної збірної Іспанії. На молодіжному рівні зіграв у 9 офіційних матчах, забив 1 гол.
2013 року дебютував в офіційних матчах у складі національної збірної Іспанії.
| Дата       | Місто     | Господарі | Результат | Гості   | Турнір            | Голи | Примітки |
| ---------- | --------- | --------- | --------- | ------- | ----------------- | ---- | -------- |
| 06-02-2013 | Доха      | Іспанія   | 3 – 1     | Уругвай | товариський матч  | -    | 70'      |
| 06-09-2013 | Гельсінкі | Фінляндія | 0 – 2     | Іспанія | Відбір до ЧС 2014 | -    | 90+1'    |
| Усього     |           | Матчів    | 2         |         | Голів             | 0    |          |

## Титули і досягнення
- Володар Кубка Іспанії з футболу: 2012-13
- Чемпіон Іспанії: 2013-14
- Володар Суперкубка Іспанії: 2014
- Переможець Ліги Європи: 2011-12
- Володар Суперкубка УЄФА: 2010, 2012
- Чемпіон Європи (U-19): 2006